# Mickey Mouse (serie cinematográfica)
Mickey Mouse (originalmente conocida como Mickey Mouse Sound Cartoons) es una serie de cortometrajes de animación producidos por Walt Disney Productions. La serie comenzó en 1928 con Steamboat Willie y terminó en 1953 con The Simple Things. Cuatro cortometrajes adicionales fueron lanzados entre 1983 y 2013. La serie es notable por su innovación con la sincronización sonora y animación de los personajes, además de la introducción de personajes conocidos como Mickey Mouse (el protagonista titular), Minnie Mouse, Pluto y Goofy.
El título "Mickey Mouse" fue inicialmente usado en las seuencias de título para referirse específicamente al personaje, pero fue usado de 1935 a 1953 para referirse a la serie misma en "Walt Disney presents a Mickey Mouse" ("Walt Disney presenta un Mickey Mouse", en este sentido "a Mickey Mouse" siendo acortado de "a Mickey Mouse sound cartoon" ("una caricatura sonora de Mickey Mouse"), que fue usado en los primeros cortometrajes. Los cortos de 1929 a 1935 fueron relanzados durante ese tiempo también usando esta presentación, pero no fue usado en los tres cortometrajes entre 1983 y 1995 (Mickey's Christmas Carol, El Príncipe y el Mendigo, y Runaway Brain).
El nombre de Mickey fue también usado ocasionalmente para comercializar otras películas que eran formalmente parte de otras series. Ejemplos de ello incluyen varias Silly Symphonies y Goofy y Wilbur (1939).

## Producción

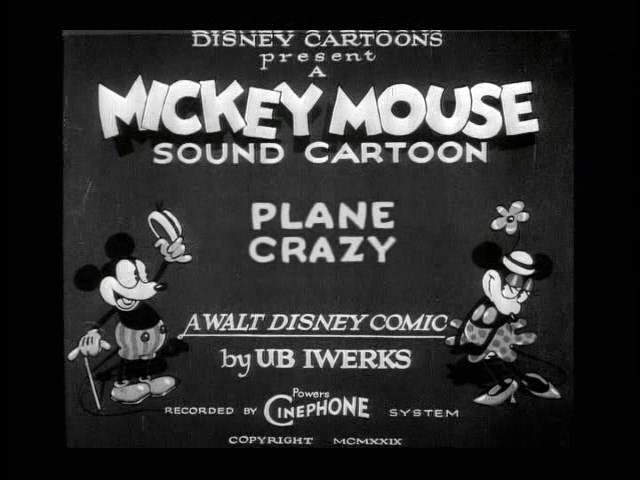
Título de introducción de los cortometrajes de 1928 y 1929; en la imagen, el de Plane Crazy.
El estilo de la introducción también fue utilizado en Get a Horse!, de 2013.

Disney comenzó a producir en secreto las primeras películas de Mickey Mouse cuando todavía estaba obligado por contrato a terminar algunas caricaturas de Oswald el conejo afortunado para el productor Charles Mintz. Las dos primeras películas, Plane Crazy y The Gallopin' Gaucho, se proyectaron en los cines, pero no lograron conseguir un distribuidor para un estreno amplio. Para la tercera película, Steamboat Willie, Disney agregó sonido sincronizado, una tecnología que todavía estaba en sus primeras etapas en ese momento. Steamboat Willie debutó en Nueva York en noviembre de 1928 y fue un éxito instantáneo. Los ingresos de la película proporcionaron al estudio los recursos que tanto necesitaba, y el estudio rápidamente comenzó a producir nuevos dibujos animados, así como a lanzar versiones sonoras de los dos primeros.

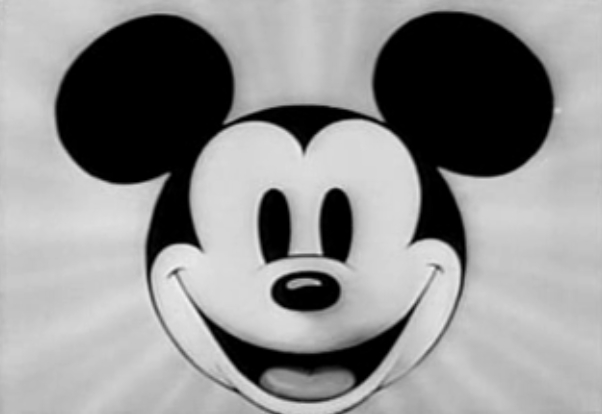
Primer plano del rostro de Mickey rodeado de un estallido estelar, mostrado al comienzo de los cortometrajes.

La producción se desaceleró hacia fines de la década de 1930 cuando el estudio comenzó a concentrarse en otros personajes y en la producción de largometrajes. La serie se retiró informalmente en 1953 con el lanzamiento de The Simple Things, pero se revivió en 1983 y 1990 con dos mediometrajes, o cortometrajes de tres carretes. Runaway Brain de 1995 devolvió la serie a su formato de carrete único, mientras que la entrega más reciente, Get a Horse! de 2013, se produjo en el estilo en blanco y negro de las primeras películas y combinando escenas de animación CGI en color.
Las caricaturas fueron dirigidas por 20 personas diferentes. Los que tienen más créditos incluyen a Burt Gillett (34), Wilfred Jackson (18), Walt Disney (16), David Hand (15), y Ben Sharpsteen (14); la directora de la entrega más reciente, Lauren MacMullan, fue la primera mujer directora de una de las caricaturas. Los animadores notables que trabajaron en la serie incluyen a Ub Iwerks, Norm Ferguson, Ollie Johnston, Frank Thomas, y Fred Moore. La voz de Mickey la proporciona principalmente Walt Disney, con algo de trabajo adicional de Carl Stalling y Clarence Nash. En 1948, Jimmy MacDonald se hizo cargo de la voz de Mickey. Wayne Allwine prestó su voz al ratón en las tres películas estrenadas entre 1983 y 1995. En la película más reciente, Get a Horse!, el diálogo de Mickey se compiló a partir de grabaciones de archivo principalmente del trabajo de voz de Walt Disney.

## Lista de películas

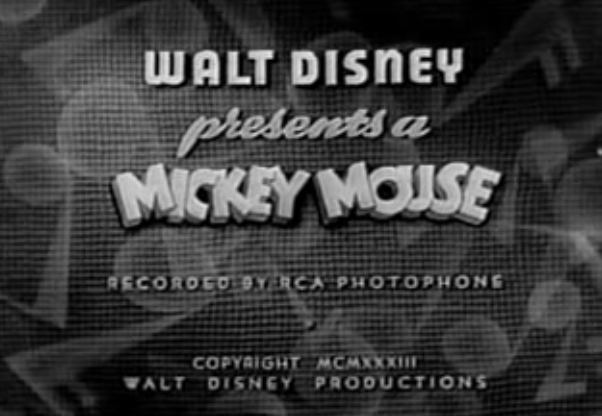
Versión en blanco y negro del título de introducción de los cortometrajes.

La siguiente es una lista de los cortometrajes de Mickey Mouse. Las primeras películas lanzadas por Celebrity Productions (1928–1929) y Columbia Pictures (1930–1932) fueron distribuidas por región y estado, por lo que no tienen una fecha de estreno definitiva. Las fechas usadas en la lista de 1928 a mediados de 1932 son fechas de envío, que reflejan cuándo el estudio de Disney envió las películas completas a los distribuidores, según el libro de 2018 de Disney Enterprises Mickey Mouse: The Ultimate History. Los cortos lanzados por United Artists (1932–1937) y RKO Radio (1937–1940) tienen fechas de estreno oficiales anunciadas por las distribuidoras.
Los encabezados grises indican películas en blanco y negro, mientras que los encabezados amarillos indican películas en color. Los títulos se muestran en su versión original en inglés, mostrándose en paréntesis el título en español para España (marcado con "[ES]") o para Hispanoamérica (marcado con "[HA]"), o el título usado para ambos territorios.

### 1928
| # | Título                                                              | Director    | Estreno                 |
| --- | ------------------------------------------------------------------- | ----------- | ----------------------- |
| 1 | Steamboat Willie (Barco de vapor Willie [HA]/El botero Willie [ES]) | Walt Disney | 18 de noviembre de 1928 |
| Mickey trabaja a bordo de un barco de vapor fluvial capitaneado por Pete con la misión de transportar ganado. En el camino, Mickey recoge animales y Minnie y los dos idean formas creativas de tocar "Turkey in the straw". Pete no se divierte y pone a Mickey a trabajar pelando patatas. Otras apariciones: Minnie Mouse, Pete (Pedro [HA]), Clarabelle (Clarabella [HA]; como animal no antropomórfico) Notas: Primera caricatura sonora de Disney, seleccionada para el Registro Nacional de Cine en 1998. El título es una parodia de la película de Buster Keaton Steamboat Bill, Jr., estrenada el 12 de mayo de 1928. |                                                                     |             |                         |
| 2 | The Gallopin' Gaucho (El gaucho galopante)                          | Ub Iwerks   | 30 de diciembre de 1928 |
| Mickey es un gaucho argentino que monta un ñandú en lugar de un caballo. Se detiene en una cantina donde encuentra a Minnie y baila con ella. Pete llega, secuestra a Minnie y se la lleva en un burro. Mickey lo sigue, pero el ñandú se ha emborrachado y ralentiza a Mickey. Finalmente, Mickey se enfrenta a Pete en un duelo de esgrima y salva a Minnie. Otras apariciones: Minnie Mouse, Pete Notas: La vista previa de la versión muda fue estrenada el 2 de agosto de 1928. Parodia de la película de Douglas Fairbanks El Gaucho, que se estrenó el 21 de noviembre de 1927. Mickey usa zapatos para la primera vez y a la mitad de la película, los ojos de Mickey y Minnie cambian de la mirada de Plane Crazy a la mirada de Steamboat Willie. |                                                                     |             |                         |

### 1929
| # | Título                                      | Director              | Estreno                  |
| --- | ------------------------------------------- | --------------------- | ------------------------ |
| 3 | The Barn Dance (Mickey el galán)            | Walt Disney           | 14 de marzo de 1929      |
| Mickey quiere llevar a Minnie a un baile, pero el llamativo auto de Pete supera a la carreta tirada por un caballo de Mickey como medio de transporte elegido por Minnie. Sin embargo, cuando el auto de Pete termina destrozado, ella se marcha con Mickey. En el baile, Mickey no para de pisar a Minnie mientras bailan, lo cual hace que ella elija bailar con Pete. Mickey usa un globo para agilizar sus pies, pero esto tampoco mantiene a Minnie a su lado por mucho tiempo, ya que Pete acaba pinchando el globo. Otras apariciones: Minnie Mouse, Pete Notas: Una versión coloreada fue lanzada a finales de la década de 1980. |                                             |                       |                          |
| 4 | Plane Crazy (Loco por los aviones)          | Walt Disney           | 17 de marzo de 1929      |
| Mickey intenta emular a su héroe, Charles Lindbergh, y cortejar a Minnie construyendo y pilotando su propio avión. Otras apariciones: Minnie Mouse, Clarabelle (como animal no antropomórfico) Notas: Esta es la primera película animada; la versión muda teniendo una vista previa el 15 de mayo de 1928, y siendo generalmente lanzada el 17 de marzo de 1929. |                                             |                       |                          |
| 5 | The Opry House (Mickey y el piano)          | Walt Disney           | 20 de marzo de 1929      |
| Mickey es dueño de su propio teatro y actúa en él. Se disfraza de chica del harén, participa en un derbi como un judío jasídico y, finalmente, aparece con una peluca como un elegante pianista. Otras apariciones: Minnie Mouse, Percy Pigg (debut del personaje), Kat Nipp (como animal no antropomórfico; debut del personaje) Notas: Primera vez que Mickey usa guantes. |                                             |                       |                          |
| 6 | When the Cat's Away (El plan de Mickey)     | Walt Disney           | 30 de abril de 1929      |
| Mientras Tom Cat se va de de caza, Mickey, Minnie y un ejército de ratones saquean la casa del felino en busca de comida Otras apariciones: Minnie Mouse, Kat Nipp (como "Tom Cat"; debut como personaje antropomórfico sobre dos patas) Notas: Adaptación del cortometraje de Alice Comedies Alice Rattled by Rats, mostrando a Mickey y Minnie como ratones de tamaño normal. |                                             |                       |                          |
| 7 | The Barnyard Battle (Mickey en la Armada)   | Walt Disney           | 1 de junio de 1929       |
| Mickey se une a un ejército de ratones vestidos como las fuerzas de los Estados Confederados de América para luchar contra un ejército de gatos vestidos con cascos alemanes de la Primera Guerra Mundial. El Kommandant Pete lidera a los gatos en una redada en la granja de Mickey. Mickey monta una enérgica defensa de la granja. Otras apariciones: Pete |                                             |                       |                          |
| 8 | The Plowboy (La coqueta de Minnie)          | Walt Disney           | 28 de junio de 1929      |
| Mickey coquetea con Minnie en la granja, pero ella lo rechaza, haciéndolo quedar mal a los ojos de su ayudante, Horace Horsecollar. Otras apariciones: Minnie Mouse, Horace Horsecollar (como animal no antropomórfico; debut del personaje), Clarabelle (como animal no antropomórfico) |                                             |                       |                          |
| 9 | The Karnival Kid (Mickey en la feria)       | Walt Disney/Ub Iwerks | 31 de julio de 1929      |
| Mickey vende perritos calientes animados en un carnaval y abuchea a su rival feriante Kat Nipp. También en la feria está Minnie, que actúa como bailarina. Mickey le da un perrito caliente gratis y, con la ayuda de dos gatos callejeros, le da una serenata a Minnie fuera de su remolque. Otras apariciones: Minnie Mouse, Kat Nipp, Clarabelle (como animal no antropomórfico) Notas: Esta es la primera vez que Mickey habla y la primera vez que Mickey tiene ojos de pastel y cejas. |                                             |                       |                          |
| 10 | Mickey's Follies (El show de Mickey)        | Wilfred Jackson       | 28 de agosto de 1929     |
| Mickey y sus amigos del corral organizan un espectáculo que incluye patos bailando, ópera cantada por Patricia Pigg y la propia interpretación de Mickey de su tema principal, "Minnie's Yoo Hoo". Otras apariciones: Minnie Mouse, Clarabelle (como animal no antropomórfico), Patricia Pigg (debut del personaje), Percy Pigg Notas: Introducción de "Minnie's Yoo Hoo", el tema musical de Mickey |                                             |                       |                          |
| 11 | Mickey's Choo-Choo (El trenecito de Mickey) | Walt Disney           | 26 de septiembre de 1929 |
| Mickey dirige un ferrocarril en un pueblo pequeño. Lleva a Minnie a dar un paseo salvaje en un tren antropomórfico que finalmente se sale de control. Otras apariciones: Minnie Mouse, Clarabelle (como animal no antropomórfico) Notas: Una versión a color se hizo en 1991. |                                             |                       |                          |
| 12 | The Jazz Fool (La orquesta de Mickey)       | Walt Disney           | 15 de octubre de 1929    |
| Como parte de "Mickey's Big Road Show", Mickey toca un calíope tirado por Horace. Después ellos tocan el xilófono y el piano. Otras apariciones: Horace Horsecollar (debut como personaje antropomórfico sobre dos patas) |                                             |                       |                          |
| 13 | Jungle Rhythm (Ritmo en la Selva)           | Walt Disney           | 9 de noviembre de 1929   |
| Mickey se embarca en una expedición de caza a la jungla, pero cuando su rifle falla, se enfrenta a varios animales enojados y feroces. Para apaciguarlos, Mickey comienza a tocar música y pronto todos los animales se unen a él. |                                             |                       |                          |
| 14 | The Haunted House (La casa encantada)       | Jack King             | 2 de diciembre de 1929   |
| Mickey se refugia de una feroz tormenta dentro de una vieja casa encantada donde se ve obligado a tocar el órgano para un grupo de espectros. Otras apariciones: Esqueletos Bailarines Notas: Título acortado a Haunted House en relanzamientos. |                                             |                       |                          |
| 15 | Wild Waves (Olas salvajes)                  | Burt Gillett          | 18 de diciembre de 1929  |
| Mickey trabaja como salvavidas en la playa y salva a Minnie de ser ahogada por una ola. Después de que Minnie es rescatada, ella se queja, Mickey intenta animarla bailando, tocando música y cantando al ritmo de "Rocked in the Cradle of the Deep". También están presentes una gran variedad de aves marinas y mamíferos marinos que acompañan a Mickey. Otras apariciones: Minnie Mouse Notas: Última película estrenada por Celebrity Productions. También la última película de la serie animada por Iwerks. |                                             |                       |                          |

### 1930
| # | Título                                                                 | Director     | Estreno                  |
| --- | ---------------------------------------------------------------------- | ------------ | ------------------------ |
| 16 | Fiddling Around / Just Mickey (Toques musicales o El "Solo" de Mickey) | Walt Disney  | 6 de marzo de 1930       |
| En una sala de conciertos, Mickey toca un solo de violín. Su repertorio incluye "Kinderszenen" y el final de la Obertura de Guillermo Tell. Notas: Primera película estrenada por Columbia Pictures. Esta es la única película que presenta a Mickey sin personajes secundarios. Con copyright como Fiddlin' Around, catalogado como Fiddling Around. Este es el primer corto hecho sin Ub Iwerks. |                                                                        |              |                          |
| 17 | The Barnyard Concert (Mickey, el Maestro del Concierto)                | Walt Disney  | 5 de abril de 1930       |
| En la granja, Mickey dirige un ensayo orquestal de Poeta y campesino de Franz von Suppé. La sesión está llena de distracciones y Mickey termina con un balde de agua en la cabeza. Otras apariciones: Horace Horsecollar, Percy Pigg, Clarabelle (como animal no antropomórfico) |                                                                        |              |                          |
| 18 | The Cactus Kid (Mickey en México)                                      | Walt Disney  | 10 de mayo de 1930       |
| Ambientado en el desierto de México o el suroeste de los Estados Unidos; Mickey entra en "El Adobe Cafe" donde Minnie trabaja como camarera. Pete llega y secuestra a Minnie después de un breve tiroteo con Mickey. Mickey monta a Horace detrás de Pete y finalmente salva a Minnie. Otras apariciones: Minnie Mouse, Horace Horsecollar (como animal no antropomórfico), Pete Notas: Esta es la primera vez que Marcellite Garner le da voz a Minnie, y la primera vez que los animadores trabajaron con una banda sonora pregrabada.                                                                                   |                                                                        |              |                          |
| 19 | The Fire Fighters (Los Bomberos)                                       | Burt Gillett | 20 de junio de 1930      |
| Mickey es el jefe de bomberos de un departamento de bomberos que recibe una alarma en medio de la noche. El grupo de bomberos corre hacia el incendio que engulle un edificio de siete pisos, pero en el camino el motor pierde su tanque de agua. Mickey salva a Minnie, atrapada en el último piso, a través de un tendedero conectado con otro edificio. Otras apariciones: Minnie Mouse, Horace Horsecollar (como animal no antropomórfico) Notas: Las copias originales de esta película tenían las escenas de incendios teñidas de rojo.                                                                             |                                                                        |              |                          |
| 20 | The Shindig (El día de los bailes)                                     | Burt Gillett | 11 de julio de 1930      |
| Los amigos del corral asisten a un baile en el granero. Clarabelle asiste como cita de Horace y la pareja toma el centro del escenario para uno de los bailes. Mickey y Minnie rocan música en violín y piano, y Mickey se une posteriormente al baile. Otras apariciones: Minnie Mouse, Horace Horsecollar, Clarabelle (debut como personaje antropomórfico sobre dos patas), Patricia Pigg Notas: El nombre de Clarabelle fue mencionado por primera vez, y aparece por primera vez sin ser representada como una vaca normal.                                                                                           |                                                                        |              |                          |
| 21 | The Chain Gang (La Banda Encadenada)                                   | Burt Gillett | 18 de agosto de 1930     |
| Mickey es un prisionero obligado a trabajar en una banda encadenada con otros prisioneros. Cuando el guardia Peg Leg Pete se queda dormido, Mickey guía a los prisioneros en una forma de hacer música innovadora y despreocupada, y finalmente escapa. Mickey salta sobre la pared, escapa a un pantano y finalmente se aleja montado en un par de caballos. Cuando los caballos arrojan a Mickey por un precipicio, cae por el techo de la cárcel y se encuentra de regreso en su celda. Otras apariciones: Pete, Clarabelle, Percy Pigg, Pluto (prototipos; debut)                                                      |                                                                        |              |                          |
| 22 | The Gorilla Mystery (El misterio del gorila)                           | Burt Gillett | 22 de septiembre de 1930 |
| Mickey lee en el periódico que un gorila escapó del zoológico local de la ciudad y llama a Minnie para advertirla. Minnie insiste en que no tiene miedo y toca el piano para Mickey por teléfono. Mientras Minnie toca, el gorila entra a la casa y la secuestra, atándola y llevándola al desván. Mickey escucha los gritos de Minnie en el teléfono y corre a su casa para salvarla antes de que el gorila contraataque. Otras apariciones: Minnie Mouse, Beppo el Gorila (debut del personaje) |                                                                        |              |                          |
| 23 | The Picnic (El picnic)                                                 | Burt Gillett | 9 de octubre de 1930     |
| Mickey y Minnie van de pícnic juntos con el perro de Minnie, Rover. Mickey trae un fonógrafo, y mientras él y Minnie bailan "In the Good Old Summer Time", una variedad de animales se llevan la comida. Finalmente, el clima empeora y el trío se dirige a casa a toda prisa. Otras apariciones: Minnie Mouse, Pluto (como "Rover"), Coche de Mickey |                                                                        |              |                          |
| 24 | Pioneer Days (Mickey y Minnie en el Oeste)                             | Burt Gillett | 20 de noviembre de 1930  |
| Pieza de época ambientada en el viejo oeste; Mickey y Minnie son parte de una caravana de colonos estadounidenses. Y el explorador indio ve el vagón de tren y reúne un grupo de guerra. Esa noche, después de dar la vuelta a los vagones, los pioneros bailan "The Irish Washerwoman" y luego escuchan a la vieja cabra cantar una emotiva interpretación de "Nelly Gray". En ese momento los indios atacan y estalla una pelea. Mickey y Minnie asustan a los indios haciéndoles creer que se acercan soldados de caballería estadounidenses. Otras apariciones: Minnie Mouse; cameos de Horace Horsecollar, Clarabelle |                                                                        |              |                          |

### 1931
| # | Título                                      | Director        | Estreno                  |
| --- | ------------------------------------------- | --------------- | ------------------------ |
| 25 | The Birthday Party (El Cumpleaños)          | Burt Gillett    | 2 de enero de 1931       |
| Los amigos de Mickey organizan una fiesta de cumpleaños sorpresa en la casa de Minnie. Minnie le da a Mickey un piano y los ratones tocan un dúo de piano de "I Can't Give You Anything but Love, Baby". Durante el resto de la fiesta los personajes bailan y tocan más canciones. Otras apariciones: Minnie Mouse, Horace Horsecollar, Clarabelle |                                             |                 |                          |
| 26 | Traffic Troubles (El taxi de Mickey)        | Burt Gillett    | 7 de marzo de 1931       |
| Mickey trabaja como taxista en una gran ciudad. Después de perder a su primer cliente en la calle, Mickey recoge a Minnie camino a una lección de música. Pero al taxi se le pincha una rueda que Mickey no puede reparar. Pete aparece como un vendedor ambulante de aceite de serpiente que le da una fórmula al taxi. Esto hace que el vehículo se salga de control. Mickey, Minnie y el taxi chocan contra un granero y terminan cubiertos de plumas. Otras apariciones: Minnie Mouse, Pete (como "Dr. Pep"), Percy Pigg |                                             |                 |                          |
| 27 | The Castaway (El naufragio de Mickey)       | Wilfred Jackson | 27 de marzo de 1931      |
| Mickey es un náufrago en el océano y llega a la costa de una isla en la jungla. Después de comer plátanos, un piano llega a la orilla y Mickey lo toca mientras trata primero con animales salvajes molestos y luego con animales peligrosos. |                                             |                 |                          |
| 28 | The Moose Hunt (La cacería del alce)        | Burt Gillett    | 30 de abril de 1931      |
| Mickey y Pluto van a cazar alces. Mickey dispara accidentalmente a Pluto con su escopeta y el perro se hace el muerto. Después de esto, Mickey y Pluto se encuentran con un alce real y son ahuyentados. Otras apariciones: Pluto Notas: Primera aparición de Pluto como perro de Mickey. |                                             |                 |                          |
| 29 | The Delivery Boy (El repartidor)            | Burt Gillett    | 6 de junio de 1931       |
| Mientras trabaja como repartidor conduciendo un carrito lleno de instrumentos musicales, Mickey pasa por la casa de Minnie. Él se acerca sigilosamente a ella mientras ella está afuera lavando la ropa. Los dos ratones comienzan a bailar en el patio, pero Mickey golpea con una colmena de abejas a la mula que tira del carro. La mula patea la carreta y los instrumentos caen sobre los animales. Todos juntos tocan "The Stars and Stripes Forever". Otras apariciones: Minnie Mouse, Pluto, Pete                    |                                             |                 |                          |
| 30 | Mickey Steps Out (Mickey tiene una cita)    | Burt Gillett    | 10 de julio de 1931      |
| Mickey se prepara para una cita y sale de su casa, pero Pluto quiere ir con él. Mickey le dice a Pluto que se quede en casa y lo ata a la casa del perro, pero Pluto lo sigue de todos modos, arrastrando la casa detrás de él. En la casa de Minnie, Mickey y Minnie tocan música, mientras que afuera, Pluto persigue a un gato. El caos finalmente interrumpe la cita. Otras apariciones: Minnie Mouse, Pluto |                                             |                 |                          |
| 31 | Blue Rhythm (Blues Pegadizo)                | Burt Gillett    | 7 de agosto de 1931      |
| Mickey toca el piano en una sala de conciertos y se le une Minnie cantando "St. Louis Blues". Más tarde, Mickey dirige una orquesta de blues que resulta demasiado pesada para el escenario. Otras apariciones: Minnie Mouse, Horace Horsecollar, Clarabelle |                                             |                 |                          |
| 32 | Fishin' Around (De pesca)                   | Burt Gillett    | 1 de septiembre de 1931  |
| Mickey y Pluto van a pescar desde un bote en un lago después de hundir un letrero que dice "prohibido pescar". Los peces resultan ser muy inteligentes y les hacen varias bromas a los pescadores, incluso atando sus líneas de pesca. Finalmente, aparece un oficial de policía y, tratando de evitar que Mickey pesque, cae accidentalmente al agua. Mickey y Pluto hacen una escapada rápida. Otras apariciones: Pluto |                                             |                 |                          |
| 33 | The Barnyard Broadcast (Mickey en la radio) | Burt Gillett    | 30 de septiembre de 1931 |
| Mickey instala una estación de radio en el granero y presenta un programa de música. Mientras Minnie, Horace y Clarabelle actúan, Mickey se esfuerza por mantener fuera del establo a una familia de gatos que intenta interrumpir la transmisión. Otras apariciones: Minnie Mouse, Horace Horsecollar, Clarabelle, Pluto |                                             |                 |                          |
| 34 | The Beach Party (La fiesta en la playa)     | Burt Gillett    | 28 de octubre de 1931    |
| Mickey y sus amigos pasan un relajante día en la playa yendo a nadar y disfrutando de un pícnic. Cuando Pluto se topa accidentalmente con un pulpo agresivo del océano, el grupo lo combate utilizando técnicas aprendidas ese mismo día, como el escupir semillas de sandía de Horace y expulsar frascos de aceitunas en escabeche de la garganta de Clarabelle. Otras apariciones: Minnie Mouse, Horace Horsecollar, Clarabelle, Pluto                                                                                     |                                             |                 |                          |
| 35 | Mickey Cuts Up (El jardín de Mickey)        | Burt Gillett    | 25 de noviembre de 1931  |
| Mickey corta el césped de su jardín con una cortadora de césped tirada por Pluto, mientras que Minnie, al lado, riega su jardín. Mickey engaña a Minnie haciéndose pasar por un pájaro en una casa de pájaros, pero en cambio es atacado por un gato. Mientras Mickey y Minnie tocan un dúo de armónica, Pluto persigue al gato, pero el cortacésped todavía está atado a él y corta todo a su paso. Otras apariciones: Minnie Mouse, Pluto Notas: Este cortometraje comparte título en español con Mickey's Garden          |                                             |                 |                          |
| 36 | Mickey's Orphans (Los huérfanos de Mickey)  | Burt Gillett    | 5 de diciembre de 1931   |
| Mickey y Minnie acogen a una camada de gatitos huérfanos durante la Navidad. Los gatitos acosan a Pluto, saquean la casa y esqueletizan el árbol de Navidad. Otras apariciones: Minnie Mouse, Pluto, gatitos Notas: Nominada para Óscar al mejor cortometraje animado |                                             |                 |                          |

### 1932
| # | Título                                        | Director        | Estreno                  |
| --- | --------------------------------------------- | --------------- | ------------------------ |
| 37 | The Duck Hunt (La cacería de patos)           | Burt Gillett    | 21 de enero de 1932      |
| Mickey y Pluto van a un estanque a cazar patos. Mientras Mickey se esconde detrás de unos juncos en un bote con una escopeta, Pluto usa un señuelo de pato en la cabeza y nada hasta el centro del estanque. Los patos descubren la verdad después de que Mickey accidentalmente hace un agujero en el fondo de su bote. Otras apariciones: Pluto Notas: Existe una versión coloreada realizada décadas después |                                               |                 |                          |
| 38 | The Grocery Boy (La comida desastrosa)        | Wilfred Jackson | 8 de febrero de 1932     |
| Mickey y Pluto van de compras para Minnie y luego la ayudan a cocinar. Pluto se porta mal e intenta robar el pavo, lo que conduce a un desastre. Otras apariciones: Minnie Mouse, Pluto |                                               |                 |                          |
| 39 | The Mad Dog (El perro loco)                   | Burt Gillett    | 27 de febrero de 1932    |
| Mickey le da un baño a Pluto, pero al perro no le gusta y salta de la bañera. Pluto se traga accidentalmente la barra de jabón y comienza a tener hipo. Presa del pánico, Pluto comienza a correr por la ciudad, mientras hipaba burbujas. La gente en la ciudad entra en pánico cuando ven a Pluto echando espuma por la boca y asumen que tiene rabia. Pete, el perrero del pueblo, acorrala a Pluto en un callejón a punta de pistola. Mickey suplica a Pete por la vida de Pluto, pero es en vano. Finalmente, Mickey arroja un gato por los pantalones de Pete para distraerlo, mientras él y Pluto corren a casa. Otras apariciones: Pluto, Pete; cameo de Clarabelle |                                               |                 |                          |
| 40 | Barnyard Olympics (Las Olimpiadas de Mickey)  | Wilfred Jackson | 13 de abril de 1932      |
| Varios personajes participan en los Juegos Olímpicos, incluidos el boxeo y el buceo. El propio Mickey participa en el evento principal, una carrera multideportiva a campo traviesa similar a un triatlón, excepto que incluye paseos en bote de remos en lugar de natación. Otro participante en la carrera (posiblemente Pete) intenta sabotear las posibilidades de Mickey de ganar en el camino. Otras apariciones: Minnie Mouse, Horace Horsecollar, Clarabelle Notas: Estrenado para coincidir con los Juegos Olímpicos de 1932 en Los Ángeles |                                               |                 |                          |
| 41 | Mickey's Revue (El ballet de Mickey)          | Wilfred Jackson | 12 de mayo de 1932       |
| Mickey presenta una revista en una sala de conciertos informal. El programa incluye una orquesta dirigida por Mickey, un espectáculo escénico con Minnie como un hada y tres vacas que bailan, dos perros que bailan y un ragtime dúo de Mickey y Minnie. Hay varias distracciones a lo largo de la actuación, como Goofy riéndose a carcajadas entre la audiencia y Pluto deambulando por el escenario. Otras apariciones: Minnie Mouse, Goofy (como "Dippy Dawg"; debut del personaje), Horace Horsecollar, Clarabelle, Pluto, Patricia Pigg |                                               |                 |                          |
| 42 | Musical Farmer (El granjero músico)           | Wilfred Jackson | 8 de junio de 1932       |
| Mickey planta semillas con Pluto. Cuando Mickey ve a Minnie ordeñando una vaca, decide acercarse sigilosamente a ella y asustarla con él y Pluto dentro de un espantapájaros. Finalmente se descubre a Mickey y él y Minnie tocan música con los animales y otros instrumentos improvisados. Más tarde, Mickey intenta fotografiar un enorme huevo puesto por una de las gallinas. Otras apariciones: Minnie Mouse, Pluto, las gallinas (Fanny, Bessie, Tessie, entre otras) |                                               |                 |                          |
| 43 | Mickey in Arabia (Mickey en Arabia)           | Wilfred Jackson | 11 de julio de 1932      |
| Mickey y Minnie visitan Oriente Medio como turistas. Mientras se toman fotos con los lugareños, aparece Pete, el sultán, secuestra a Minnie detrás de una valla y se la lleva a su castillo a caballo. Mickey sigue a su camello pero se ralentiza porque el camello está borracho. Mickey lucha contra Pete y sus secuaces y finalmente salva a Minnie. Otras apariciones: Minnie Mouse, Pete Notas: Última película lanzada por Columbia Pictures |                                               |                 |                          |
| 44 | Mickey's Nightmare (La pesadilla de Mickey)   | Burt Gillett    | 13 de agosto de 1932     |
| Mickey se va a dormir una noche y sueña que él y Minnie se casan. Pronto varias cigüeñas llegan a la casa dejando a los niños, literalmente a montones. La horda de niños invade la casa y crea una molestia para Mickey y Pluto. Mickey finalmente se despierta con una determinación renovada de no casarse nunca. Otras apariciones: Minnie Mouse, Pluto, Los Huérfanos (debut de los personajes) Notas: Primera película lanzada por United Artists. Introdujo una nueva secuencia de título que incluye el estallido estelar de Mickey Mouse. |                                               |                 |                          |
| 45 | Trader Mickey (La aventura salvaje de Mickey) | David Hand      | 20 de agosto de 1932     |
| Mickey y Pluto están explorando África en su barco comercial por un río de la jungla. Se encuentran con una tribu de caníbales hostiles que toman las cosas de Mickey y tratan de cocinar a los exploradores. Más tarde, cuando los miembros de la tribu revisan los bienes de Mickey, descubren varios instrumentos musicales. Cuando Mickey les enseña a tocar los instrumentos, deciden no cocinarlo. Otras apariciones: Pluto, caníbales |                                               |                 |                          |
| 46 | The Whoopee Party (La fiesta encantada)       | Wilfred Jackson | 17 de septiembre de 1932 |
| Mickey y sus amigos asisten a una fiesta comunitaria de celebración. Otras apariciones: Minnie Mouse, Goofy, Horace Horsecollar, Clarabelle, Patricia Pigg |                                               |                 |                          |
| 47 | Touchdown Mickey (La victoria de Mickey)      | Wilfred Jackson | 15 de octubre de 1932    |
| Mickey dirige a su equipo, Mickey's Manglers, contra los Alley Cats en un partido de fútbol americano. Los Alley Cats consisten en varios gatos negros grandes e indistinguibles, mientras que los Manglers consisten en diferentes tipos de animales, incluida una cabra que golpea con la cabeza, un perro salchicha largo y un cerdo grande (tal vez Percy Pigg) capaz de aplastar a los oponentes. Goofy transmite el partido por radio. Otras apariciones: Minnie Mouse, Goofy, Horace Horsecollar, Clarabelle, Pluto |                                               |                 |                          |
| 48 | The Wayward Canary (El canario sorpresa)      | Burt Gillett    | 12 de noviembre de 1932  |
| Mickey le da a Minnie un canario como regalo. El canario resulta tener varios bebés. Los pájaros se sueltan en la casa de Minnie y causan problemas. Pluto termina salvando al canario de un gato. Otras apariciones: Minnie Mouse, Pluto |                                               |                 |                          |
| 49 | The Klondike Kid (Al rescate de Minnie)       | Wilfred Jackson | 12 de noviembre de 1932  |
| Mickey trabaja como pianista en un bar en la región de Klondike. Una noche, encuentra a Minnie en el frío y la salva llevándola dentro del bar. Los dos ratones parecen encontrarse por primera vez. Más tarde, un forajido buscado, Terrible Pierre (interpretado por Pete), ingresa al bar y, después de un tiroteo, secuestra a Minnie. Mickey persigue a Pierre en un trineo tirado por perros tirado por Pluto y finalmente encuentra el escondite de Pierre. Otras apariciones: Minnie Mouse, Goofy, Pluto, Pete (como "Terrible Pierre") Notas: Última película de Mickey Mouse grabada con Cinephone, que fue introducida por primera vez en Steamboat Willie.      |                                               |                 |                          |
| 50 | Mickey's Good Deed (La buena obra de Mickey)  | Burt Gillett    | 17 de diciembre de 1932  |
| En la víspera de Navidad, Mickey vende a regañadientes a Pluto a un hombre rico para darle una feliz Navidad a una familia pobre. Pluto, sin embargo, es maltratado en su nuevo hogar por Adelbert, el hijo del hombre rico, y es expulsado después de crear una molestia. Mickey y Pluto finalmente se reencuentran. Otras apariciones: Pluto, Adelbert, Padre de Adelbert, Mayordomo Notas: Primera película de Mickey Mouse grabada con RCA Photophone. |                                               |                 |                          |

### 1933
| # | Título                                                                      | Director        | Estreno                  |
| --- | --------------------------------------------------------------------------- | --------------- | ------------------------ |
| 51 | Building a Building (Construyendo un edificio)                              | David Hand      | 7 de enero de 1933       |
| Mickey trabaja en la obra de construcción de la estructura de acero de un rascacielos mientras que Minnie vende fiambreras a los trabajadores. Pete, el capataz, acosa a Minnie y luego le roba el almuerzo a Mickey. Otras apariciones: Minnie Mouse, Pluto, Pete Notas: Es una cercana nueva versión, pero bastante más elaborada, de la caricatura anterior de Disney de Oswald el conejo afortunado Sky Scrappers (1928). Nominada para Óscar al mejor cortometraje animado |                                                                             |                 |                          |
| 52 | The Mad Doctor (El Doctor Loco)                                             | David Hand      | 21 de enero de 1933      |
| Un científico loco llamado Dr. XXX captura al perro de Mickey, Pluto, y lo lleva a su laboratorio. Mickey lo sigue e intenta salvar a Pluto. Otras apariciones: Pluto, Dr. XXX |                                                                             |                 |                          |
| 53 | Mickey's Pal Pluto (Los celos de pluto)                                     | Burt Gillett    | 18 de febrero de 1933    |
| Pluto salva a una camada de gatitos de ahogarse, pero luego se pone celoso cuando Mickey lleva a los gatitos a la casa y los trata como parte de la familia. Mientras Pluto intenta proteger su territorio de los gatitos, provoca un alboroto y Mickey lo echa de la casa. Más tarde, los gatitos salen y se caen a un pozo, lo que le da a Pluto un dilema moral sobre si salvarlos o no por segunda vez. Otras apariciones: Pluto, Minnie Mouse, El Ángel de Pluto (debut del personaje), El Diablo de Pluto (debut del personaje), gatitos Notas: Inspiró Lend a Paw (1941) |                                                                             |                 |                          |
| 54 | Mickey's Mellerdrammer (El melodrama de Mickey)                             | Wilfred Jackson | 18 de marzo de 1933      |
| Mickey y sus amigos montan una adaptación teatral de bajo presupuesto de La cabaña del tío Tom. El uso de perros reales en lugar de los sabuesos que persiguen a Eliza a través de los témpanos de hielo conduce al caos cuando los perros persiguen a un gato a través del foso de la orquesta. Otras apariciones: Minnie Mouse, Goofy (como "Dippy Dawg"), Horace Horsecollar, Clarabelle |                                                                             |                 |                          |
| 55 | Ye Olden Days (El juglar del rey o Antaño)                                  | Burt Gillett    | 8 de abril de 1933       |
| Musical ambientado en la Europa medieval; un rey hace arreglos para que su hija (Minnie) se case con un príncipe visitante (Dippy Dawg). Cuando Minnie se niega, el rey la encierra en una torre. Mickey aparece como un juglar ambulante y rescata a Minnie de la torre, pero el rey los descubre antes de que puedan escapar y condena a Mickey a muerte, anacrónicamente por guillotina. Justo cuando Mickey está a punto de ser asesinado, Minnie confiesa su amor por Mickey, momento en el que el rey ordena un duelo entre Dippy y Mickey. Mickey engaña a Dippy y le corta la lanza en la guillotina y lo persigue fuera del castillo. Otras apariciones: Minnie Mouse, Goofy (como "Dippy Dawg"), Clarabelle, el Rey (posiblemente Pete) |                                                                             |                 |                          |
| 56 | The Mail Pilot (El piloto cartero)                                          | David Hand      | 13 de mayo de 1933       |
| Mickey trabaja como piloto de mensajería y ayuda a arrestar a Pete, que es buscado como bandido postal. Otras apariciones: Minnie Mouse, Pete Notas: Casi al mismo tiempo que se lanzó originalmente el corto, la tira cómica Mickey Mouse publicó una historia (de Floyd Gottfredson) basada en la caricatura, que se desarrolló del 27 de febrero al 10 de junio. |                                                                             |                 |                          |
| 57 | Mickey's Mechanical Man (El robot de Mickey)                                | Wilfred Jackson | 17 de junio de 1933      |
| Mickey construye y entrena a un robot boxeador llamado Campeón para enfrentarse a Kongo Killer, un gorila boxeador entrenado. Minnie descubre que el sonido de un cuerno hace que el robot "se vuelva loco", un efecto que Mickey encuentra indeseable. Sin embargo, cuando el robot está siendo derrotado en el partido, Minnie usa un cuerno para motivar al robot a ganar. Otras apariciones: Minnie Mouse, Campeón, Beppo el Gorila (como "The Kongo Killer") |                                                                             |                 |                          |
| 58 | Mickey's Gala Premier (El gran estreno de Mickey o El gran debut de Mickey) | Burt Gillett    | 1 de julio de 1933       |
| Ubicado en el Grauman's Chinese Theatre en Hollywood, Mickey y sus amigos asisten al estreno de una de sus películas, la metaficcional Galloping Romance, que está basada en The Cactus Kid . Versiones de dibujos animados de estrellas de cine también asisten al espectáculo y lo disfrutan inmensamente. Después de la película, Mickey recibe elogios de muchos de los asistentes al programa, pero cuando Greta Garbo lo besa, Mickey se despierta y descubre que fue un sueño. Otras apariciones: Minnie Mouse, Horace Horsecollar, Clarabelle, Pluto, Pete; cameos de más de 40 celebridades reales |                                                                             |                 |                          |
| 59 | Puppy Love (Amor de cachorrillos)                                           | Wilfred Jackson | 2 de septiembre de 1933  |
| Mickey y Pluto visitan a sus respectivas novias, Minnie y Fifi. Mientras Mickey y Minnie están ocupados tocando el piano (tocando la canción "Puppy Love"), Pluto roba la caja de chocolates que Mickey trajo para Minnie y se la da a Fifi. Luego reemplaza el chocolate con un hueso y devuelve la caja. Ambas relaciones se enfrían cuando Minnie encuentra el hueso, pero luego descubre el chocolate a medio comer y se reúne con Mickey. Otras apariciones: Minnie Mouse, Pluto, Fifí la Pekinés |                                                                             |                 |                          |
| 60 | The Steeple Chase                                                           | Burt Gillett    | 30 de septiembre de 1933 |
| Mickey es un jockey en una carrera de obstáculos; su caballo, Thunderbolt, está patrocinado por el Coronel Rolfe. Después de que Mickey promete ganar la carrera, el caballo descubre una botella de alcohol ilegal en el establo y se emborracha. En lugar del caballo, Mickey viste a dos de los mozos de cuadra como un caballo y, con la ayuda de un enjambre de abejas que lo persiguen, logra ganar la carrera. Otras apariciones: Minnie Mouse, Coronel Rolf Rolfe, Thunderbolt |                                                                             |                 |                          |
| 61 | The Pet Store (La tienda de mascotas)                                       | Wilfred Jackson | 28 de octubre de 1933    |
| Mickey consigue un trabajo en la tienda de mascotas de Tony y, mientras el dueño está fuera, Minnie hace una visita para quedarse con Mickey. Beppo, un gorila que se encuentra en la tienda, se inspira en la película de 1933 King Kong, escapa de su jaula, secuestra a Minnie y sube a una torre de cajas. Un enjambre de pájaros y otros animales luchan contra el simio y crean un gran desorden en la tienda. Mickey y Minnie se escapan justo a tiempo antes de que regrese el dueño. Otras apariciones: Minnie Mouse, Tony, Beppo el Gorila |                                                                             |                 |                          |
| 62 | Giantland (El País de los Ogros)                                            | Burt Gillet     | 25 de noviembre de 1933  |
| Mickey cuenta la historia Jack y las habichuelas mágicas a los niños ratones y se inserta a sí mismo en la historia como Jack. La película se hace cargo de la narración de Mickey mientras visita la "Tierra de los Gigantes" y se encuentra con el gigante. Otras apariciones: Los Huérfanos, Rumpelwatt el Gigante Notas: El corto inspiró "Mickey and the Beanstalk", segmento de la película Fun and Fancy Free. |                                                                             |                 |                          |

### 1934
| # | Título                                                 | Director       | Estreno                  |
| --- | ------------------------------------------------------ | -------------- | ------------------------ |
| 63 | Shanghaied (El Tirano Malas Pulgas)                    | Burt Gillett   | 13 de enero de 1934      |
| Mickey y Minnie son capturados por Pete, que es el capitán de un barco. Mickey puede escapar de estar atado y lucha contra Pete y sus hombres para apoderarse del barco. Otras apariciones: Minnie Mouse, Pete |                                                        |                |                          |
| 64 | Camping Out (Camping)                                  | David Hand     | 17 de febrero de 1934    |
| Mickey, Minnie, Horace y Clarabelle van de campamento y luchan contra un vengativo enjambre de mosquitos. Otras apariciones: Minnie Mouse, Horace Horsecollar, Clarabelle |                                                        |                |                          |
| 65 | Playful Pluto (El travieso Pluto)                      | Burt Gillett   | 3 de marzo de 1934       |
| Pluto juega con la manguera de jardín de Mickey y rompe el grifo. Cuando Mickey va al sótano para cerrar el agua, Pluto se traga accidentalmente una linterna, lo que le provoca pánico y, finalmente, abre un agujero en la puerta de la cocina que deja entrar moscas. Luego, Mickey saca papel atrapamoscas en el que Pluto se enreda. Otras apariciones: Pluto |                                                        |                |                          |
| 66 | Gulliver Mickey                                        | Burt Gillett   | 19 de mayo de 1934       |
| Inspirado por la lectura de Los viajes de Gulliver, Mickey les cuenta a los niños ratones cómo naufragó en una tierra de gente diminuta. La gente pequeña desconfía de él al principio, pero luego la ciudad es atacada por una araña gigante con la que lucha Mickey. Otras apariciones: Pluto, Los Huérfanos |                                                        |                |                          |
| 67 | Mickey's Steam Roller (La apisonadora de Mickey)       | David Hand     | 16 de junio de 1934      |
| Mickey trabaja como conductor de apisonadora. Se encuentra con Minnie, que está cuidando a dos de sus sobrinos. Para que los niños se diviertan un poco, Mickey los remolca en su cochecito de bebé junto a la apisonadora. Después del viaje, mientras Mickey no está mirando, los sobrinos despegan solos en la apisonadora y causan estragos en la ciudad. Otras apariciones: Minnie Mouse, Morty y Ferdie Notas: Título también estilizado como "Mickey's Steam-Roller"                              |                                                        |                |                          |
| 68 | Orphan's Benefit (La gala benéfica para los huérfanos) | Burt Gillett   | 11 de agosto de 1934     |
| Mickey y sus amigos organizan un espectáculo benéfico para un grupo de huérfanos rebeldes. Donald pierde los estribos cuando los huérfanos interrumpen su actuación. Otras apariciones: Pato Donald, Goofy, Horace Horsecollar, Clarabelle, Clara Cluck (debut del personaje), Los Huérfanos Notas: Primera aparición conjunta de Mickey y el Pato Donald. |                                                        |                |                          |
| 69 | Mickey Plays Papa (Mickey juega a ser papá)            | Burt Gillett   | 29 de septiembre de 1934 |
| Una misteriosa figura encapuchada se acerca a la casa de Mickey mientras él y Pluto leen un libro aterrador llamado "El llanto en la noche". La figura resulta ser una madre indigente que deja un bebé en la puerta de Mickey. El bebé, un ratón llamado Elmer, resulta ser un niño quisquilloso y Mickey y Pluto tienen que trabajar para mantenerlo feliz. Otras apariciones: Pluto, Elmer |                                                        |                |                          |
| 70 | The Dognapper (El ladrón de perros)                    | David Hand     | 17 de noviembre de 1934  |
| Mickey y Donald son agentes de policía que persiguen a Peg Leg Pete después de que secuestrase a Fifí, la perra de Minnie. Otras apariciones: Pato Donald, Pete, Fifí la Pekinés; cameo de Minnie Mouse |                                                        |                |                          |
| 71 | Two-Gun Mickey (Mickey con dos pistolas)               | Ben Sharpsteen | 15 de diciembre de 1934  |
| Mickey aparece como un vaquero que se encuentra con una Minnie autosuficiente en el desierto, insistiendo en que puede valerse por sí misma. En la ciudad, Minnie vuelve a rechazar la ayuda de Pete, pero resulta ser un forajido. Después de que Minnie se va de la ciudad, Pete y su pandilla de bandidos la persiguen, pero Mickey se da cuenta de que Minnie está en problemas y finalmente viene a ayudarla. Otras apariciones: Minnie Mouse, Pete Notas: Primer papel de Minnie como protagonista |                                                        |                |                          |

### 1935
| # | Título                                                   | Director        | Estreno                  |
| --- | -------------------------------------------------------- | --------------- | ------------------------ |
| 72 | Mickey's Man Friday (Mickey en la isla de los caníbales) | David Hand      | 19 de enero de 1935      |
| Mickey naufraga en una isla donde descubre una tribu de caníbales. Los asusta y salva la vida de un miembro de la tribu que estaba a punto de ser cocinado. Mickey lo nombra "Viernes", y juntos Mickey y Viernes construyen una empalizada equipada con trampas explosivas. El resto de la tribu finalmente reaparece y ataca el fuerte. Mickey y Friday abandonan la isla en un bote. Otras apariciones: Viernes, caníbales Notas: Inspirado por Robinson Crusoe                                                                          |                                                          |                 |                          |
| 73 | The Band Concert (El concierto de la banda)              | Wilfred Jackson | 23 de febrero de 1935    |
| Mickey dirige una banda de música de la comunidad a través de una interpretación pública de la Obertura Guillermo Tell. Pato Donald distrae a la banda al entrar sin ser invitado con una flauta. El concierto luego es destruido por un tornado. Otras apariciones: Pato Donald, Goofy, Horace Horsecollar, Clarabelle, Peter Pig, Paddy Pig Notas: Primera caricatura de Mickey Mouse en color. Mickey no habla en este corto. |                                                          |                 |                          |
| 74 | Mickey's Service Station (El taller de Mickey)           | Ben Sharpsteen  | 16 de marzo de 1935      |
| Mickey, Donald y Goofy trabajan en un taller de reparación de automóviles e intentan reparar el auto de Pete con efectos desastrosos. Otras apariciones: Pato Donald, Goofy, Pete Notas: Primera aventura de Mickey, Donald, y Goofy como trío |                                                          |                 |                          |
| 75 | Mickey's Kangaroo (El canguro de Mickey)                 | David Hand      | 13 de abril de 1935      |
| Mickey recibe un regalo del famoso enólogo australiano Leo Buring: una caja que contiene un canguro boxeador y su bebé. El canguro bebé pone celoso a Pluto al principio, pero luego aprende a gustarle. Mientras tanto, Mickey encajona al canguro mayor y recibe una fuerte paliza. Otras apariciones: Pluto, Hoppy el Canguro, bebé canguro Notas: Única vez que se escucha pensar a Pluto. Última caricatura de Mickey en blanco y negro.                                                                                               |                                                          |                 |                          |
| 76 | Mickey's Garden (El jardín de Mickey)                    | Wilfred Jackson | 13 de julio de 1935      |
| Mickey está trabajando en su jardín exterminando insectos. Otras apariciones: Pluto Notas: Este cortometraje comparte título en español con Mickey Cuts Up |                                                          |                 |                          |
| 77 | Mickey's Fire Brigade (La brigada de bomberos de Mickey) | Ben Sharpsteen  | 3 de agosto de 1935      |
| Mickey, Donald y Goofy son bomberos respondiendo al incendio de un hotel. Después de experimentar muchos contratiempos, el trío finalmente ingresa al edificio y descubre a una mujer arriba que no sabe que el hotel está en llamas. Otras apariciones: Pato Donald, Goofy, Clarabelle |                                                          |                 |                          |
| 78 | Pluto's Judgement Day (El día del juicio final de Pluto) | David Hand      | 31 de agosto de 1935     |
| Después de que Pluto persigue a un gato dentro de la casa, Mickey lo regaña por estar siempre persiguiendo gatos y agrega que "tendrá mucho de lo que responder en su día del Juicio Final". Pluto luego se duerme y sueña con el día del juicio en el que es juzgado por un tribunal infernal compuesto en su totalidad por gatos. Justo cuando los gatos están a punto de quemar vivo a Pluto, él se despierta y descubre una nueva apreciación por los gatos. Otras apariciones: Pluto                                                   |                                                          |                 |                          |
| 79 | On Ice (Sobre hielo)                                     | Ben Sharpsteen  | 28 de septiembre de 1935 |
| Mickey y sus amigos patinan tranquilamente sobre hielo en un río helado. Mickey le enseña a Minnie a patinar, Goofy intenta formas inusuales de atrapar peces y Donald le hace una broma a Pluto poniendo patines en los pies del perro mientras duerme. Otras apariciones: Minnie Mouse, Pato Donald, Goofy, Pluto; cameo de Horace Horsecollar, Clarabelle Notas: Primera aparición conjunta de Mickey, Minnie, Donald, Goofy, y Pluto (grupo que sería conocido como "Los Cinco Fabulosos"). Primera aparición en color de Minnie Mouse. |                                                          |                 |                          |

### 1936
| # | Título                                           | Director        | Estreno                  |
| --- | ------------------------------------------------ | --------------- | ------------------------ |
| 80 | Mickey's Polo Team (El equipo de polo de Mickey) | David Hand      | 4 de enero de 1936       |
| Mickey lidera a los Mickey Mousers contra las estrellas de cine en un enérgico juego de polo. El equipo de Mickey está formado por personajes de dibujos animados de películas de Disney, mientras que las estrellas de cine son versiones de dibujos animados de estrellas de cine de la vida real. Varios otros personajes y estrellas aparecen como espectadores en el juego. Otras apariciones: Pato Donald, Goofy (como "The Goof"), el Lobo Feroz; versiones caricaturizadas de Stan Laurel, Oliver Hardy, Harpo Marx, Charlie Chaplin; cameos de Clarabelle, Pluto, Fifí la Pekinés, los Tres Cerditos y otros personajes de Silly Symphony, versiones caricaturizadas de Clark Gable, Shirley Temple y otras estrellas de cine |                                                  |                 |                          |
| 81 | Orphans' Picnic (El picnic de los huérfanos)     | Ben Sharpsteen  | 15 de febrero de 1936    |
| Mickey y Donald llevan a los huérfanos a pasar un día en el parque. Donald prepara un almuerzo campestre y no logra evitar que los huérfanos roben la comida y la coman prematuramente. Mientras tanto, Mickey juega a la gallina ciega con otro grupo de huérfanos. Donald es acosado aún más por los huérfanos que usan el trabajo en equipo para robar comida de manera creativa. Otras apariciones: Pato Donald, Los Huérfanos |                                                  |                 |                          |
| 82 | Mickey's Grand Opera (La gran ópera de Mickey)   | Wilfred Jackson | 7 de marzo de 1936       |
| En una sala de conciertos formal, Mickey dirige la orquesta para una ópera protagonizada por Clara Cluck y el pato Donald. Antes del programa, Mickey encuentra inesperadamente a Pluto entre bastidores y lo envía a casa. Pero el perro se distrae con un sombrero de mago desatendido con un conejo dentro. Finalmente, comienza la ópera, que presenta a Clara y Donald cloqueando y graznando de manera ininteligible de un lado a otro. Pluto, todavía siguiendo al animal que escupe el sombrero, deambula por el escenario durante el espectáculo y crea el caos. Otras apariciones: Pato Donald, Clarabelle, Clara Cluck, Pluto; cameo de Goofy                                                                               |                                                  |                 |                          |
| 83 | Thru the Mirror (A través del espejo)            | David Hand      | 30 de mayo de 1936       |
| Mickey se queda dormido mientras lee A través del espejo y tiene un sueño basado en el libro. En el sueño, Mickey pasa a través de su espejo y entra en un mundo de fantasía que es esencialmente una imagen de espejo propia, excepto que varios objetos inanimados se vuelven antropomórficos. Mickey finalmente es sacado del sueño por un ejército de naipes hostiles y se despierta. Otras apariciones: Teléfono antropomórfico, el Rey de Corazones, la Reina de Corazones, varios objetos antropomórficos |                                                  |                 |                          |
| 84 | Moving Day (Día de mudanza)                      | Ben Sharpsteen  | 20 de junio de 1936      |
| Mickey y Donald están atrasados en el pago del alquiler. Cuando llega el sheriff Pete y les entrega un aviso para deshacerse de sus pertenencias, la pareja decide mudarse a toda prisa. Solicitan la ayuda de Goofy, quien, empleado como vendedor de hielo, tiene un camión grande a su disposición. Otras apariciones: Pato Donald, Goofy, Pete |                                                  |                 |                          |
| 85 | Mickey's Rival (El rival de Mickey)              | Wilfred Jackson | 20 de junio de 1936      |
| Mortimer, el exnovio de Minnie, aparece inesperadamente en el pícnic de Mickey y Minnie. Mortimer intenta encantar a Minnie, pero actúa como un idiota con Mickey. Más tarde, Mortimer intenta presumir ante Minnie peleando con un toro, pero cuando el toro se escapa de su corral, Mortimer se va volando en un instante, dejando a Mickey para salvar a Minnie. Otras apariciones: Minnie Mouse, Mortimer Mouse (debut del personaje), Coche de Mickey, Coche de Mortimer, toro |                                                  |                 |                          |
| 86 | Alpine Climbers (Los alpinistas)                 | David Hand      | 25 de julio de 1936      |
| Mickey, Donald y Pluto escalan montañas en los Alpes. Mickey se mete en problemas después de que una madre águila regresa a su nido mientras Mickey recolecta huevos. El temperamento de Donald estalla con una cabra montés bebé que se come las flores de Edelweiss que recoge. Mientras tanto, Pluto cae en un banco de nieve y se congela. Es revivido por un perro de rescate que le da brandy, pero se embriaga en el proceso. Otras apariciones: Pato Donald, Pluto, Bolívar el San Bernardo |                                                  |                 |                          |
| 87 | Mickey's Circus (El circo de Mickey)             | Ben Sharpsteen  | 1 de agosto de 1936      |
| Mickey es el director de pista en un circo y el "Capitán" Pato Donald actúa con leones marinos entrenados. El circo organiza un día libre para los huérfanos, pero causan problemas durante el espectáculo. Otras apariciones: Pato Donald, Los Huérfanos, leones marinos, la Foca Salty (prototipo; debut del personaje) |                                                  |                 |                          |
| 88 | Donald and Pluto (Donald y Pluto)                | Ben Sharpsteen  | 12 de septiembre de 1936 |
| Donald trabaja como plomero con Pluto como su asistente. Pluto entra en pánico después de tragarse accidentalmente un imán. Otras apariciones: Pato Donald, Pluto Notas: Primera película bajo el título "Mickey Mouse" en la que no aparece Mickey |                                                  |                 |                          |
| 89 | Mickey's Elephant (El elefante de Mickey)        | David Hand      | 10 de octubre de 1936    |
| Mickey construye una bonita casa nueva para Bobo el Elefante, su nueva mascota. Pluto se pone celoso de su nuevo compañero de juegos, pero su plan de venganza fracasa. Otras apariciones: Pluto, Bobo el Elefante, El Diablo de Pluto |                                                  |                 |                          |

### 1937
| # | Título                                      | Director                                   | Estreno                  |
| --- | ------------------------------------------- | ------------------------------------------ | ------------------------ |
| 90 | The Worm Turns (Qué vueltas da la vida)     | Ben Sharpsteen                             | 2 de enero de 1937       |
| Como químico, Mickey recrea una fórmula antigua para generar coraje. Lo usa en una mosca atrapada en una telaraña, un ratón, un gato y, finalmente, en Pluto cuando Pete, el perrero, lo acorrala. Otras apariciones: Pluto, Pete |                                             |                                            |                          |
| 91 | Don Donald                                  | Ben Sharpsteen                             | 9 de enero de 1937       |
| Don Donald cabalga hasta la casa de Donna (prototipo de la Pata Daisy) en un burro que lo vuelve loco. Él entretiene a Donna, hasta que ella salta sobre el burro para dar un pequeño paseo y es arrojada de espaldas a una fuente. Luego rechaza a Donald y le rompe la guitarra en la cabeza. Donald decide reemplazar su burro por un coche. Otras apariciones: Pato Donald, Donna Duck, Jenny la Burra Notas: Segunda película bajo el título "Mickey Mouse" en la que no aparece Mickey (posteriormente relanzada bajo el título de la serie "Donald Duck")                            |                                             |                                            |                          |
| 92 | Magician Mickey (Mickey el mago)            | David Hand                                 | 6 de febrero de 1937     |
| En un teatro formal, Mickey actúa como un mago, pero el pato Donald lo interrumpe. Mickey luego usa sus trucos para vengarse del pato malhumorado. Otras apariciones: Pato Donald, Goofy |                                             |                                            |                          |
| 93 | Moose Hunters (Cazadores de alces)          | Ben Sharpsteen                             | 20 de febrero de 1937    |
| Mickey, Donald y Goofy emprenden un desafortunado viaje de caza en la naturaleza. Goofy y Donald se disfrazan de alce hembra para atraer a un alce macho, mientras que Mickey se disfraza de árbol para camuflarse. Otras apariciones: Pato Donald, Goofy |                                             |                                            |                          |
| 94 | Mickey's Amateurs (Concurso de aficionados) | Pinto Colvig, Erdman Penner, Walt Pfeiffer | 17 de abril de 1937      |
| Mickey presenta y modera un programa de talentos de radio. Donald está decidido a completar una recitación de "Twinkle, Twinkle, Little Star" a pesar de que Mickey termina su acto. También actúan Clara Cluck, que interpreta una pieza operística, y Goofy, que toca un artilugio multiinstrumental. Otras apariciones: Pato Donald, Goofy, Clarabelle, Clara Cluck, Pete |                                             |                                            |                          |
| 95 | Modern Inventions (Inventos Modernos)       | Jack King                                  | 29 de mayo de 1937       |
| Donald visita "El Museo de las Maravillas Modernas". Entre los inventos con los que lucha se encuentran un robot mayordomo que sigue quitándose el sombrero; una máquina para envolver paquetes; una niñera robot; una ayuda para autoestopistas; y una silla de peluquero automatizada. Por supuesto, Donald está balbuceando por todos lados. Otras apariciones: Pato Donald Notas: Tercera y última película bajo el título "Mickey Mouse" en la que no aparece Mickey (posteriormente relanzada bajo el título de la serie "Donald Duck"), y última película lanzada por United Artists |                                             |                                            |                          |
| 96 | Hawaiian Holiday (El rey del surf)          | Ben Sharpsteen                             | 24 de septiembre de 1937 |
| Mickey y sus amigas disfrutan de unas vacaciones en Hawái. Otras apariciones: Minnie Mouse, Pato Donald, Goofy, Pluto Notas: Primera película lanzada por RKO Radio Pictures |                                             |                                            |                          |
| 97 | Clock Cleaners (Limpiadores de relojes)     | Ben Sharpsteen                             | 15 de octubre de 1937    |
| Mickey, Donald y Goofy trabajan como conserjes en una torre del reloj. Donald lucha contra un resorte rebelde, Mickey intenta echar a una cigüeña que ha instalado ahí su nido, y Goofy queda aturdido por un campanero animatrónico. Otras apariciones: Pato Donald, Goofy Notas: Votedo la 27.ª caricatura más grande de todos los tiempos en el libro The 50 Greatest Cartoons |                                             |                                            |                          |
| 98 | Lonesome Ghosts (Los fantasmas solitarios)  | Burt Gillett                               | 24 de diciembre de 1937  |
| Mickey, Donald y Goofy trabajan como "Exterminadores de Fantasmas Ajax" y reciben una llamada de un grupo de "fantasmas solitarios" que quieren asustar a alguien. Otras apariciones: Pato Donald, Goofy, los Fantasmas Solitarios Notas: Estrenada cuatro días después de Snow White and the Seven Dwarfs |                                             |                                            |                          |

### 1938
| # | Título                                        | Director       | Estreno                  |
| --- | --------------------------------------------- | -------------- | ------------------------ |
| 99 | Boat Builders (Constructores de barcos)       | Ben Sharpsteen | 25 de febrero de 1938    |
| Mickey, Donald y Goofy construyen un bote con un kit de bricolaje. El barco viene en varias cajas de secciones prefabricadas, como una quilla desplegable y un mástil telescópico. En la botadura del barco, Minnie bautiza al barco como "Reina Minnie", pero cuando rompe una botella de champán en la proa, daña el barco, que se desmonta una vez en el agua. Otras apariciones: Pato Donald, Goofy, Minnie Mouse; cameos de Horace Horsecollar, Clarabelle, Morty y Ferdie Notas: Primera aparición en mostrar a Mickey sin cola. |                                               |                |                          |
| 100 | Mickey's Trailer (La caravana de Mickey)      | Ben Sharpsteen | 6 de mayo de 1938        |
| Mickey, Donald y Goofy emprenden un viaje por carretera casi desastroso en una caravana. Otras apariciones: Pato Donald, Goofy |                                               |                |                          |
| 101 | The Whalers (Los balleneros)                  | Dick Huemer    | 19 de agosto de 1938     |
| Mickey, Donald y Goofy se hacen a la mar como balleneros. Donald vigila atentamente las ballenas desde el nido de cuervos y trata de evitar que las gaviotas se coman su sándwich de mortadela. Mickey lucha por arrojar un balde de agua por la borda y Goofy maneja una pistola arpón. Finalmente, el trío se encuentra con un gran cachalote, pero las cosas no salen según lo planeado. Otras apariciones: Pato Donald, Goofy |                                               |                |                          |
| 102 | Mickey's Parrot (El loro de Mickey)           | Bill Roberts   | 9 de septiembre de 1938  |
| Un loro callejero, aparentemente propiedad de un marinero, encuentra su camino hacia el sótano de Mickey. Arriba, Mickey y Pluto reciben un boletín de radio que advierte al público sobre un convicto fugitivo, "Machine Gun Butch". Mickey escucha al pájaro en el sótano y cree que el asesino ha entrado en la casa. Otras apariciones: Pluto, loro |                                               |                |                          |
| 103 | Brave Little Tailor (El sastrecillo valiente) | Bill Roberts   | 23 de septiembre de 1938 |
| Una adaptación libre del cuento de hadas El sastrecillo valiente, ambientada en la Europa medieval; El Rey encarga a Mickey Mouse que mate a un gigante que ha estado aterrorizando al reino, prometiéndole la mano de su hija, la Princesa Minnie, si tiene éxito. Otras apariciones: Minnie Mouse (como "Princesa Minnie"), el Rey, Gustav el Gigante Notas: Este es el 100º cortometraje protagonizado por Mickey Mouse. Nominada para Óscar al mejor cortometraje animado                                                          |                                               |                |                          |

### 1939
| # | Título                                                 | Director       | Estreno               |
| --- | ------------------------------------------------------ | -------------- | --------------------- |
| 104 | Society Dog Show (La exposición canina)                | Bill Roberts   | 3 de febrero de 1939  |
| Mickey ingresa a Pluto en uná exposición canina de la alta sociedad, pero es expulsado. Más tarde vuelve a ingresar a Pluto en la categoría de "perro truco" y le pone un par de patines. Mientras tanto, Pluto se enamora de Fifí, una pekinés que también entró en el programa, y la salva cuando el edificio se incendia. Otras apariciones: Pluto, Fifí la Pekinés Notas: Esta es la caricatura final con Mickey con sus ojos como dos puntos. Mickey se cambió de blanco y negro a negro y un beige de color carne más oscuro. |                                                        |                |                       |
| 105 | Mickey's Surprise Party (La fiesta sorpresa de Mickey) | Hamilton Luske | 18 de febrero de 1939 |
| Minnie intenta sorprender a Mickey preparándole unas galletas para su cumpleaños. Pero su receta se quema y Minnie se asusta. Afortunadamente, Minnie se pone triste, pero Mickey trae consigo algunos productos de Nabisco. Otras apariciones: Minnie Mouse, Pluto, Fifí la Pekinés Notas: Película comercial patrocinada por la National Biscuit Company para la Exposición General de Nueva York de 1939. Esta es la primera aparición del diseño moderno de Mickey.                                                             |                                                        |                |                       |
| 106 | The Pointer (El pointer)                               | Clyde Geronimi | 21 de julio de 1939   |
| Durante un viaje de caza, Mickey intenta entrenar a Pluto para que sea un perro de muestra. La pareja finalmente se encuentra con un gran oso pardo con el que Mickey intenta razonar antes de huir. Otras apariciones: Pluto Notas: Nominada para Óscar al mejor cortometraje animado. |                                                        |                |                       |

### 1940
| # | Título                                               | Director       | Estreno                |
| --- | ---------------------------------------------------- | -------------- | ---------------------- |
| 107 | Tugboat Mickey (El remolcador de Mickey)             | Clyde Geronimi | 26 de abril de 1940    |
| Mickey capitanea un remolcador con Donald y Goofy como tripulación. Mientras Mickey está sellando el mástil y lidiando con un pelícano intoxicado, recibe una señal de socorro de un barco que se hunde. Mickey llama a la tripulación y les pide que enciendan el motor. Mientras Donald lucha con la biela de uno de los pistones, Goof sobrecarga accidentalmente el horno de la máquina de vapor del barco, lo que provoca una explosión catastrófica y rompe el barco por accidente. Mientras Mickey, Donald y Goofy flotan en el agua entre los restos del remolcador, descubren que la señal de socorro que escucharon era solo parte de un drama de radio. Otras apariciones: Pato Donald, Goofy                                                |                                                      |                |                        |
| 108 | Pluto's Dream House (La casa de los sueños de Pluto) | Clyde Geronimi | 30 de agosto de 1940   |
| Mickey decide construir una nueva casa para Pluto, pero descubren una lámpara mágica mientras se abren las puertas. La lámpara termina de construir la casa a toda prisa, y Mickey luego le encarga a la lámpara que bañe a Pluto. Más tarde, mientras Mickey se relaja junto a la radio, comienza a tener un problema mecánico. Mickey intenta arreglarlo, pero la radio sigue cambiando de estación. La lámpara, al alcance del oído en la habitación de al lado, toma los fragmentos de audio aleatorios de la radio como comandos verbales y comienza a preparar Pluto como una receta. Justo cuando la lámpara está a punto de cortar a Pluto en rodajas finas, se despierta y descubre que fue un sueño. Otras apariciones: Pluto, Lámpara Mágica |                                                      |                |                        |
| 109 | Mr. Mouse Takes a Trip (Mickey se va de viaje)       | Clyde Geronimi | 1 de noviembre de 1940 |
| Mickey y Pluto van a dar un paseo en tren a pesar de la regla que prohíbe los perros. Pete interpreta a un conductor amenazante que intenta hacer cumplir la regla. Mickey al principio esconde a Pluto en su maleta, pero finalmente Pete lo descubre y los persigue por el tren. Otras apariciones: Pluto, Pete |                                                      |                |                        |

### 1941
| # | Título                                                   | Director       | Estreno               |
| --- | -------------------------------------------------------- | -------------- | --------------------- |
| 110 | The Little Whirlwind (El pequeño remolino)               | Riley Thomson  | 14 de febrero de 1941 |
| Mickey se ofrece a limpiar el jardín de Minnie para un pastel que está horneando, pero un pequeño y travieso torbellino lo frustra. Después de ahuyentar al torbellino, Mickey es a su vez perseguido por un gran torbellino que daña la mayor parte del vecindario. Al ver el daño, Minnie está celosa de Mickey y le arroja el pastel cuando cae en una fuente. Otras apariciones: Minnie Mouse, el torbellino |                                                          |                |                       |
| 111 | A Gentleman's Gentleman (Un auténtico caballero)         | Clyde Geronimi | 28 de marzo de 1941   |
| Pluto actúa como ayuda de cámara personal de Mickey. El perro le sirve el desayuno a Mickey en la cama y luego Mickey lo envía a la ciudad a comprar un periódico. Otras apariciones: Pluto |                                                          |                |                       |
| 112 | Canine Caddy (Un caddy canino)                           | Clyde Geronimi | 30 de mayo de 1941    |
| Mickey va a jugar al golf con Pluto como su caddie. Pluto al principio causa distracciones para Mickey, pero lo ayuda señalando la pelota tal como aprendió en "The Pointer". Más tarde, Pluto se encuentra con un travieso topo a quien persigue excavando en el suelo. Otras apariciones: Pluto, topo |                                                          |                |                       |
| 113 | The Nifty Nineties (Los mejores tiempos del pasado)      | Riley Thomson  | 20 de junio de 1941   |
| Pieza de época de la década de 1890; Mickey y Minnie pasan el día juntos yendo a un espectáculo de Vaudeville y conduciendo por el campo en un coche de la Época de Latón. Otras apariciones: Minnie Mouse; cameos de Goofy, Pato Donald, Pata Daisy, Huey, Dewey y Louie, y versiones caricaturizadas de los animadores Fred Moore y Ward Kimball                                                               |                                                          |                |                       |
| 114 | Orphan's Benefit (La gala benéfica para los huérfanos)   | Riley Thomson  | 22 de agosto de 1941  |
| Mickey y sus amigos organizan un espectáculo benéfico para un grupo de huérfanos rebeldes. Otras apariciones: Pato Donald, Goofy, Horace Horsecollar, Clarabelle, Clara Cluck, Los Huérfanos Notas: Adaptación del cortometraje en blanco y negro Orphan's Benefit (1934) |                                                          |                |                       |
| 115 | Lend a Paw (Salvamento gatuno [HA]/Échame una pata [ES]) | Clyde Geronimi | 3 de octubre de 1941  |
| Pluto salva a un gatito de ahogarse. Mickey se lleva al gatito y Pluto se pone celoso. Cuando el gatito cae accidentalmente en un pozo, Pluto lucha por salvarlo o no por segunda vez. Otras apariciones: Pluto, gatito, El Ángel de Pluto, El Diablo de Pluto Notas: Ganadora del Óscar al mejor cortometraje animado. Adaptación de Mickey's Pal Pluto (1933).                                                 |                                                          |                |                       |

### 1942
| # | Título                                                      | Director      | Estreno              |
| --- | ----------------------------------------------------------- | ------------- | -------------------- |
| 116 | Mickey's Birthday Party (La fiesta de cumpleaños de Mickey) | Riley Thomson | 7 de febrero de 1942 |
| Minnie organiza una fiesta de cumpleaños sorpresa para Mickey con varios de sus amigos. La pandilla le compra un órgano eléctrico y tocan música y bailan. Mientras tanto, en la cocina, Goofy intenta hornear el pastel de cumpleaños con resultados desastrosos. Otras apariciones: Minnie Mouse, Pato Donald, Goofy, Horace Horsecollar, Clarabelle, Clara Cluck Notas: Adaptación del corto de 1931 The Birthday Party. Este es el tercer cortometraje de "Mickey Mouse Birthday" de la serie de películas, después del ya mencionado y Mickey's Surprise Party (1939).          |                                                             |               |                      |
| 117 | Symphony Hour (La hora de la sinfonía)                      | Riley Thomson | 20 de marzo de 1942  |
| Michel Mouse (Mickey) dirige una orquesta sinfónica de sus amigos patrocinados por Sylvester Macaroni (Pete). Después de un ensayo excepcional tocando la "Obertura de Caballería Ligera", la orquesta está reservada para una actuación en vivo. Pero Goofy accidentalmente deja caer los instrumentos por el hueco de un ascensor. Otras apariciones: Pato Donald, Goofy, Horace Horsecollar, Clarabelle, Clara Cluck, Pete (como "Sylvester Macaroni") Notas: Esta es la última aparición de Horace Horsecollar, Clarabelle y Clara Cluck hasta Mickey's Christmas Carol en 1983. |                                                             |               |                      |

### 1943
| # | Título                                         | Director       | Estreno               |
| --- | ---------------------------------------------- | -------------- | --------------------- |
| 118 | Pluto and the Armadillo (Pluto y el Armadillo) | Clyde Geronimi | 19 de febrero de 1943 |
| Mickey y Pluto hacen una escala de 15 minutos en Belém, Brasil, de camino a Río de Janeiro. Allí, Mickey juega a buscarla con Pluto, pero la pelota se pierde en la jungla y Pluto la confunde con un armadillo enrollado. Mickey y Pluto accidentalmente se llevan al armadillo con ellos cuando el avión vuelve a partir. Otras apariciones: Pluto, armadillo Notas: Última aparición de los pantalones rojos de Mickey hasta Runaway Brain (1995) |                                                |                |                       |

### 1946
| # | Título            | Director    | Estreno            |
| --- | ----------------- | ----------- | ------------------ |
| 119 | Squatter's Rights | Jack Hannah | 7 de junio de 1946 |
| Chip y Dale establecen su residencia en la choza de caza de Mickey durante el invierno. Cuando Mickey y Pluto regresan para la temporada de caza, Pluto descubre que las ardillas listadas viven en la estufa de leña. Otras apariciones: Pluto, Chip y Dale (debut de los personajes con su aspecto permanente) Notas: Nominada para Óscar al mejor cortometraje animado |                   |             |                    |

### 1947
| # | Título                                              | Director        | Estreno              |
| --- | --------------------------------------------------- | --------------- | -------------------- |
| 120 | Mickey's Delayed Date (La cita retrasada de Mickey) | Charles Nichols | 3 de octubre de 1947 |
| Mickey se queda dormido y pierde una cita con Minnie. Ella lo llama y le da un ultimátum. Mickey se prepara a toda prisa con la ayuda de Pluto, pero deja caer las entradas para el evento al salir. Pluto salva el día al notar los boletos en el piso y llevárselos a Mickey. Otras apariciones: Minnie Mouse, Pluto Notas: Último cortometraje cinematográfico con Walt Disney dando voz a Mickey. |                                                     |                 |                      |

### 1948
| # | Título                                  | Director        | Estreno                |
| --- | --------------------------------------- | --------------- | ---------------------- |
| 121 | Mickey Down Under (Mickey en Australia) | Charles Nichols | 19 de marzo de 1948    |
| Mickey y Pluto visitan Australia, donde Mickey recolecta plátanos usando un bumerán e intenta robar un huevo de un vigilante emú. Otras apariciones: Pluto Notas: Primer cortometraje cinematográfico con Jimmy MacDonald dando voz a Mickey.                                                                                            |                                         |                 |                        |
| 122 | Mickey and the Seal (Mickey y la foca)  | Charles Nichols | 3 de diciembre de 1948 |
| Mickey trae accidentalmente a casa una cría de foca del zoológico. A la foca le gusta la bañera de Mickey, pero Pluto se pone celoso. Mickey finalmente recupera el sello, pero luego lleva el resto de los sellos a la casa de Mickey. Otras apariciones: Pluto, La Foca Salty Notas: Nominada para Óscar al mejor cortometraje animado |                                         |                 |                        |

### 1951
| # | Título                              | Director        | Estreno              |
| --- | ----------------------------------- | --------------- | -------------------- |
| 123 | R'coon Dawg (A la caza del mapache) | Charles Nichols | 10 de agosto de 1951 |
| Mientras caza con Mickey, Pluto detecta el olor de un mapache y sigue el rastro. Pero el astuto mapache descubre que lo están siguiendo y le hace varios trucos al perro para desviarlo del camino. Cuando por fin Pluto arbola al mapache, en secreto roba la gorra de piel de mapache de Mickey para hacer creer a Pluto que tiene un bebé. Pluto y Mickey luego dejan respetuosamente al mapache en paz. Otras apariciones: Pluto |                                     |                 |                      |

### 1952
| # | Título                                                | Director      | Estreno                 |
| --- | ----------------------------------------------------- | ------------- | ----------------------- |
| 124 | Pluto's Party (La fiesta de Pluto)                    | Milt Schaffer | 3 de agosto de 1952     |
| Es la fiesta de cumpleaños de Pluto, pero parece que los huérfanos se están divirtiendo. Su regalo es una carreta para que Pluto pueda tirar de ellos; el juego "Ponle la cola a Pluto" no sale del todo bien, y todo parece impedir que Pluto tenga su pastel de cumpleaños. Pero Mickey ha planeado con anticipación. Otras apariciones: Pluto, Los Huérfanos                                                                                                 |                                                       |               |                         |
| 125 | Pluto's Christmas Tree (El árbol de Navidad de Pluto) | Jack Hannah   | 21 de noviembre de 1952 |
| Pluto sale saltando para ayudar a Mickey a conseguir un árbol de Navidad. Chip y Dale lo ven y se burlan de él, pero el árbol en el que se refugian es el que Mickey corta. En casa de Mickey, les gusta las decoraciones, especialmente los bastones de caramelo y el plato de nueces mixtas de Mickey. Pero Pluto los ve y va tras ellos mucho antes de que Mickey los vea. Otras apariciones: Pluto, Chip y Dale; cameos de Minnie Mouse, Pato Donald, Goofy |                                                       |               |                         |

### 1953
| # | Título                                  | Director        | Estreno             |
| --- | --------------------------------------- | --------------- | ------------------- |
| 126 | The Simple Things (Las cosas sencillas) | Charles Nichols | 27 de marzo de 1953 |
| Mickey y Pluto van a pescar y Pluto se encuentra con una almeja traviesa que se come el cebo. Después de deshacerse de la almeja, Mickey es engañado por una astuta gaviota. Mickey y Pluto son ahuyentados por una bandada de pájaros hambrientos. Otras apariciones: Pluto, almeja, gaviota Notas: Última aparición cinematográfica de Mickey hasta Mickey's Christmas Carol en 1983 |                                         |                 |                     |

### 1983
| # | Título                                                                           | Director        | Estreno                 |
| --- | -------------------------------------------------------------------------------- | --------------- | ----------------------- |
| 127 | Mickey's Christmas Carol (La Navidad de Mickey [HA]/Una Navidad con Mickey [ES]) | Burny Mattinson | 16 de diciembre de 1983 |
| Adaptación de la novela de Charles Dickens de 1843 A Christmas Carol, con Mickey como Bob Cratchit y Scrooge McDuck como Ebenezer Scrooge. Otras apariciones: Scrooge McDuck, Minnie Mouse, Pato Donald, Pata Daisy, Goofy, Pepito Grillo, Willie el Gigante, Pete, Morty y Ferdie, Melody Mouse, Las Comadrejas; cameos de Horace Horsecollar, Clarabelle, Clara Cluck, Huey, Dewey y Louie, Chip y Dale, y otros personajes de otras producciones animadas de Disney. Notas: Mediometraje. Nominada para Óscar al mejor cortometraje animado. Primera vez que Wayne Allwine da voz a Mickey desde The New Mickey Mouse Club. La película más larga de la serie con 26 minutos. Primera película de Mickey desde 1953. |                                                                                  |                 |                         |

### 1990
| # | Título                                               | Director        | Estreno                 |
| --- | ---------------------------------------------------- | --------------- | ----------------------- |
| 128 | The Prince and the Pauper (El príncipe y el mendigo) | George Scribner | 16 de noviembre de 1990 |
| Adaptación de la novela del mismo nombre de Mark Twain de 1881, con Mickey interpretando al mendigo y un príncipe de mismo aspecto. Otras apariciones: Mediometraje. Goofy, Pato Donald, Pluto, Pete, Las Comadrejas, Horace Horsecollar, Clarabelle |                                                      |                 |                         |

### 1995
| # | Título                                                                   | Director     | Estreno             |
| --- | ------------------------------------------------------------------------ | ------------ | ------------------- |
| 129 | Runaway Brain (Fuga de cerebros [HA]/Mickey y su cerebro en apuros [ES]) | Chris Bailey | 8 de agosto de 1995 |
| Ansioso por darle a Minnie unas vacaciones en Hawái, Mickey responde a un anuncio de búsqueda de un periódico que anuncia "un día de trabajo sin sentido". Sin embargo, después de presentarse para el trabajo, Mickey se horroriza al descubrir que participará en el experimento de un científico loco de intercambio de cerebros con un monstruo. Otras apariciones: Minnie Mouse, Pluto, Pete (como "Julius"), Dr. Frankenollie Notas: Nominada para Óscar al mejor cortometraje animado |                                                                          |              |                     |

### 2013
| # | Título                           | Director         | Estreno                 |
| --- | -------------------------------- | ---------------- | ----------------------- |
| 130 | Get a Horse! (Es hora de viajar) | Lauren MacMullan | 27 de noviembre de 2013 |
| Mickey y sus amigos se embarcan en un paseo en carreta musical, hasta que aparece Peg Leg Pete e intenta sacarlos de la carretera. Otras apariciones: Minnie Mouse, Pete, Horace Horsecollar, Clarabelle; cameo de Oswald el conejo afortunado Notas: Secuencias en blanco y negro dibujadas a mano junto con secuencias en color en CGI. Debutó en el Festival Internacional de Cine de Animación de Annecy el 11 de junio de 2013. Nominada para Óscar al mejor cortometraje animado. Oswald el conejo afortunado hace un cameo al final del corto, haciendo su primera aparición en un cortometraje de Mickey Mouse, y siendo también su primera aparición en un cortometraje cinematográfico desde su cameo en The Woody Woodpecker Polka (1951). |                                  |                  |                         |

## Lanzamientos
Todos los dibujos animados de Mickey Mouse se estrenaron originalmente en cines, y normalmente aparecían antes de los largometrajes. En 1929, algunos teatros comenzaron a albergar el "Mickey Mouse Club", un programa infantil que mostraba exclusivamente los dibujos animados de Mickey. La serie fue distribuida por Columbia Pictures (1930–1932), United Artists (1932–1937) y RKO Radio Pictures (1937–1953). Las últimas cuatro películas fueron estrenadas por la propia compañía distribudora de Disney, Walt Disney Studios Motion Pictures (anteriormente conocida como Buena Vista Pictures Distribution).

## Medios domésticos
Las películas también se han lanzado en varias formas de medios domésticos. En la década de 1960 hubo varios lanzamientos de 8 mm y Super-8, aunque a menudo eran versiones mudas, en blanco y negro o condensadas. En 1978, Disney comenzó a lanzar películas seleccionadas en VHS, laserdisc y luego en DVD.
Hasta el momento, el único lanzamiento en medios domésticos de la serie es en los volúmenes de la colección en DVD "Walt Disney Treasures". La serie fue lanzada a través de cuatro volúmenes de dos discos cada uno: "Mickey Mouse en Blanco y Negro" (2002), "Mickey Mouse en Blanco y Negro, Volumen Dos" (2004), "Mickey Mouse a Todo Color, Volumen Uno" (2001), y "Mickey Mouse a Todo Color, Volumen 2" (2004). Los tres cortos protagonizados por el Pato Donald sin Mickey en ellos fueron incluidos el volumen "Todo sobre Donald, Volumen Uno" (2004), entre cortometrajes de la serie Donald Duck, mientras que varios cortometrajes más enfocados en Pluto fueron incluidos en el volumen "Todo sobre Pluto" (2004). El crítico de cine Leonard Maltin, que presenta la colección en las introducciones de los DVD, dio a entender que había oposición a lanzar la serie completa debido a algunos contenidos que ahora se consideran políticamente incorrectos, como los estereotipos raciales y étnicos. Maltin argumentó que publicar el material sin censura era la única forma de "aprender del pasado". La única película que no se incluyó en esta colección fue Get a Horse! (2013), que se estrenó posteriormente, siendo incluido como contenido extra en el DVD y Bluray de Frozen, con la que fue proyectado en cines.